# Craig McDean
Craig McDean (nacido en 1964 en Inglaterra) es un fotógrafo de moda británico originario de Middlewich, cerca de Manchester, pero que ahora reside en Nueva York. 

## Vida
McDean originalmente se formó y trabajó como mecánico de automóviles antes de estudiar fotografía en el Mid Cheshire College (OND) y en el Blackpool and The Fylde College de Enseñanza Superior (PQE) donde tomó clases de fotografía antes de dejar los estudios y mudarse a Londres.
McDean comenzó su carrera fotográfica en Londres como asistente de fotografía del fotógrafo Nick Knight. Su primer trabajo editorial fue presentado en revistas como iD y The Face, lo que le llevó a trabajar en campañas publicitarias para clientes como Jil Sander y Calvin Klein, y en editoriales con Harper's Bazaar y Vogue. 
Más recientemente, McDean ha fotografiado campañas de moda para clientes como Gucci, Giorgio Armani, Emporio Armani, Oscar de la Renta, Yves Saint Laurent, Calvin Klein y Estée Lauder. 
Sus editoriales aparecen regularmente en revistas como Vogue, W y Another Magazine. Aunque principalmente es fotógrafo de moda, McDean ha fotografiado retratos de celebridades como Björk, Madonna, Natalie Portman, Justin Timberlake, Jennifer Aniston, Joaquin Phoenix, Hilary Swank, Uma Thurman, Gael García Bernal y Nicole Kidman. 
En 2008, el Centro Internacional de Fotografía otorgó a McDean un Premio Infinity para Fotografía Aplicada/Moda/Publicidad. 
Está representado por Art ̟ Commerce en Nueva York.

## Libros
- I Love Fast Cars (Powerhouse Books, 1999)
- Lifescapes (Steidl/Dangin, 2005)